# 法鲁克·阿布·伊萨
法鲁克·阿布·伊萨（阿拉伯語：فاروق أبو عيسى；1933年8月12日—2020年4月12日），苏丹政治人物。奥马尔·巴希尔独裁时期担任全国反对派政党联盟全国共识力量领导人。

## 生平
1938年生于瓦德迈达尼，早年活跃于反英国殖民主义活动。1950年在中学加入苏丹民族解放运动（1956年改为苏丹共产党），领导学生罢课运动。1957年毕业于埃及亚历山大大学法学专业。
1969年，加法尔·尼迈里发动军事政变夺取政权，改国名为“苏丹民主共和国”，与苏丹共产党和阿拉伯民族主义者组成联合政府。在此期间，法鲁克·阿布·伊萨担任外交部长，同时兼任内阁事务国务部长、劳工部长等职。
1983年，当选阿拉伯律师联合会秘书长。1989年奥马尔·巴希尔政变后流亡埃及。2005年第二次苏丹内战结束后回国，担任苏丹反对派-全国共识力量联盟总理事会主席，曾多次被捕。2020年4月12日逝世。

## 外交
1971年6月3日，法鲁克·阿布·伊萨代表苏丹革命指导委员会主席兼政府总理加法尔·尼迈里接受了中华人民共和国驻苏丹大使杨守正代表中华人民共和国政府赠送的彩色纪录影片《热烈欢迎苏丹贵宾》。